# Saison 2 de New York 911
Chronologie
Saison 1 Saison 3
Cet article présente le guide des épisodes de la deuxième saison  de la série télévisée New York 911 (Third Watch).

## Distribution de la saison

### Acteurs principaux
- Jason Wiles (VF : Ludovic Baugin) : NYPD Officer Maurice « Bosco » Boscorelli
- Coby Bell (VF : Olivier Cordina) : NYPD Officer Tyrone « Ty » Davis, Jr.
- Skipp Sudduth (VF : Bruno Carna) : NYPD Officer John « Sully » Sullivan
- Anthony Ruivivar (VF : Luc Boulad) : FDNY Paramedic Carlos Nieto
- Eddie Cibrian (VF : Alexis Victor) : FDNY Firefighter / Lieutenant James « Jimmy » Doherty
- Bobby Cannavale (VF : Patrice Baudrier) : FDNY Paramedic Roberto « Bobby » Caffey (épisodes 1 à 17)
- Molly Price (VF : Marjorie Frantz puis Sophie Lepanse) : NYPD Officer / détective Faith Yokas
- Kim Raver (VF : Brigitte Berges) : FDNY Paramedic Kimberly « Kim » Zambrano
- Michael Beach (VF : Frantz Confiac) : FDNY Paramedic Monte « Doc » Parker
- Amy Carlson (VF : Barbara Kelsch puis Monika Lawinska) : FDNY Paramedic / firefighter Alexandra « Alex » Taylor (dès l'épisode 4)

### Acteurs récurrents
- Chris Bauer (VF : Jean-François Pagès) : Frederick « Fred » Yokas, mari de Faith
- Derek Kelly (VF : Lionel Tua) : FDNY Firefighter Derek « DK » Kitson
- Bill Walsh (VF : Patrick Béthune) : FDNY Firefighter / Lieutenant William « Billy » Walsh
- Patti D'Arbanville (VF : Michèle Bardollet) : Rose Boscorelli, mère de Bosco
- Jeremy Bergman : Charles « Charlie » Yokas, fils de Faith et Fred
- Lonette McKee (VF : Christine Paris) : Maggie Davis, mère de Ty
- James Rebhorn : NYPD Captain « Stick » Elchisak
- P.J. Morrison : Emily Yokas
- Kristopher Scott Fiedell : Joseph « Joey » Doherty, fils de Kim et Jimmy
- Eva LaRue (VF : Véronique Soufflet) : NYPD Officer Brooke Doherty : seconde femme de Jimmy
- Lisa Vidal (VF : Cathy Diraison) : Dr Sarah Morales
- Jon Seda (VF : Philippe Bozo) : Mateo « Matty » Caffey, frère de Bobby
- Saundra McClain (VF : Laurence Jeanneret) : infirmière Mary Proctor
- John Michael Bolger (VF : Stéphane Vasseur) : FDNY Lieutenant Johnson
- Savannah Haske (VF : Agathe Schumacher) : Tatiana Deschenko, femme de Sully
- Nick Sandow (VF : Christian Vadim) : FDNY Firefighter Joseph « Joe » Lombardo III
- Carol Woods : NYPD Lieutenant Rice
- Anne Twomey (en) (VF : Anne Kreis) : Catherine Zambrano, mère de Kim

## Épisodes

### Épisode 1:Le Disparu
- États-Unis : 2 octobre 2000

- Chris Bauer : Fred Yokas
- Anson Mount : Dr. Montville
- Anne Pitoniak : Mrs. Irene Sullivan
- Saundra McClain : Mary Proctor

### Épisode 2:Une décision sans appel
- États-Unis : 9 octobre 2000

- Wendy Hoopes : Bonnie Bryman
- Oni Faida Lampley : Ryan
- Nealy Glenn : Sara

### Épisode 3:Un début de semaine difficile
- États-Unis : 16 octobre 2000

- Eugene Byrd : Nathaniel 'Puppet' Ryder
- Nancy O'Dell : Hayley Friend
- Reid Mihalko : Joe Lombardo
- Brienin Bryant : Felicia

### Épisode 4:Un retour prématuré
- États-Unis : 23 octobre 2000

- Robert Clohessy : Danny Gamble
- Nick Sandow : Joe Lombardo
- John Michael Bolger : Lieutenant Johnson

### Épisode 5:Réunion de famille
- États-Unis : 30 octobre 2000

- Bonnie Root : Melanie
- Anne Twomey (en) : Catherine Zambrano
- Eva LaRue : Brooke
- Anson Mount : Dr. Montville
- Kristopher Scott Fiedel : Joey Doherty

### Épisode 6:Un passé trouble
- États-Unis : 6 novembre 2000

- Lonette McKee : Maggie Davis
- Sara Ramirez : Gwen Girard
- Carla Brothers : Renata
- Tawny Cypress : procureur Sharon Burns
- Michael Countryman : Suit
- Geoffrey Ewing : Ty Davis Sr.

- Cet épisode est centré sur le personnage de « Ty » Davis.
- Première apparition de l'adjointe au procureur Sharon Burns (Tawny Cypress).

### Épisode 7:Une longue nuit
- États-Unis : 13 novembre 2000

- Susan May Pratt : Shannon
- Tim Hopper : Frank Matthews
- Amanda Bernero : Chelsea
- Mike Figueroa : Gary
- William Hill : policier
- Carol Woods : lieutenant Rice

La mort de quatre adolescents dans un accident de voiture ayant explosé affecte profondément les agents arrivés sur place et qui n’ont pas pu les sauver. Ils se réunissent à la fin de leur service afin de dissiper leur tristesse et leur colère.

### Épisode 8:Du sable entre les mains
- États-Unis : 27 novembre 2000

- Mia Farrow : Mona Mitchell, la mère de Faith
- George Dzundza : le père de Faith
- Carol Woods : lieutenant Rice

### Épisode 9:La Rumeur
- États-Unis : 4 décembre 2000

- Dan Lauria : Mr. Brandolini
- Nick Sandow : Joe Lombardo
- Jack Klugman : Stan Brandolini
- Savannah Haske : Tatiana
- Caralyn Kozlowski : Linda

### Épisode 10:Histoire ancienne
- États-Unis : 18 décembre 2000

- John Michael Bolger : Lieutenant Johnson
- Khandi Alexander : Beverly Saunders
- Rachel Dratch : Darla
- Chris Messina : Charlie
- Jonathan M. Woodward : Ross

### Épisode 11:Le Repos du guerrier
- États-Unis : 15 janvier 2001

- Brad Beyer : Sgt. Jason Christopher
- Tina Holmes : Mary Jane Richardson
- Joe Lisi : Lieutenant Swersky

### Épisode 12:Des bleus au cœur
- États-Unis : 22 janvier 2001

- Patti D'Arbanville : Rose Boscorelli
- Eva LaRue : Brooke
- Nick Sandow : Joe Lombardo
- Savannah Haske : Tatiana
- Anson Mount : Dr. Montville

### Épisode 13:Suspicion
- États-Unis : 29 janvier 2001

- Linda Emond : Francine Bradley
- Brad Beyer : Sgt. Jason Christopher
- Robert Stanton : Donald Simkins
- Lorri Bagley : la voisine de Bosco

### Épisode 14:Un mal pour un mal
- États-Unis : 5 février 2001

- Brad Beyer : Sgt. Jason Christopher
- Joe Lisi : Lieutenant Swersky
- John Michael Bolger : Lieutenant Johnson
- Michael Sabatino : Mr. Ridley

### Épisode 15:Requiem pour un poids léger
- États-Unis : 12 février 2001

- Kirk Acevedo : Paulie Fuentes
- Savannah Haske : Tatiana
- Anson Mount : Dr. Montville
- Judy Reyes : Gina Fuentes

### Épisode 16:Un travail inachevé
- États-Unis : 26 février 2001

- Kirk Acevedo : Paulie Fuentes
- Miriam Colon : Theresa Caffey
- Paul Calderon : Mr. Caffey
- Judy Reyes : Gina Fuentes
- Anne Twomey (en) : Catherine Zambrano

### Épisode 17:Un bon samaritain
- États-Unis : 19 mars 2001

- Eric Bogosian : Lt. Lewis
- Dagmara Dominczyk : Jeneca Farabee
- Nick Sandow : Joe Lombardo
- John Michael Bolger : Lieutenant Johnson
- Alice Playten : Sandy

### Épisode 18:Une ligne de conduite
- États-Unis : 16 avril 2001

- Jason Sehorn : Knowlins
- Nick Sandow : Joe Lombardo
- Eva LaRue : Brooke
- John Michael Bolger : Lieutenant Johnson
- Caralyn Kozlowski : Linda

### Épisode 19:Trop de souffrance
- États-Unis : 23 avril 2001

- Savannah Haske : Tatiana
- Dagmara Dominczyk : Jeneca Farabee
- Joe Lisi : Lieutenant Swersky
- Christopher Orr : Timothy Gublo
- Kristopher Scott Fiedel : Joey Doherty

### Épisode 20:Suivre sa voie
- États-Unis : 30 avril 2001

- Lisa Vidal : Dr. Sara Morales
- Karen Young : Shirley Holsclaw
- Joshua Harto : Bart
- Monica Trombetta : Dana Murphy

### Épisode 21:Le Week-end de Faith
- États-Unis : 14 mai 2001

- Anthony DeSando : Brett Tunney
- Josh Hamilton : Dr. Thomas
- Tim Meadows : Leroy Watkins
- Jefferson Breland : Bible Bill

### Épisode 22:Attention aux enfants
- États-Unis : 21 mai 2001

- Nick Sandow : Joe Lombardo
- Anne Pitoniak : Mrs. Irene Sullivan
- Debbon Ayer : Mrs. McAllister
- Carol Woods : lieutenant Rice